# 朱一松
朱一松（1529年—1590年），字應秀，號雲嶽，直隸寧國府寧國縣人，民籍，明朝政治人物。

## 生平
嘉靖四十三年（1564年）甲子科應天鄉試第一百九名舉人，四十四年（1565年）中式乙丑科會試第五十名，三甲第二百六名進士。工部觀政，授襄陽府推官，隆慶三年（1569年）三月升大名府同知，五年（1571年）三月升南京戶部員外郎，六年（1572年）九月謫台州府通判，萬曆二年（1574年）二月升許州知州，十二月升漳州府同知，八年（1580年）三月升江西按察司僉事，十一年（1583年）二月升江西布政使司參議，十八年（1590年）卒。

## 家族
曾祖朱文榮；祖父朱鳳，縣丞；父朱大有，贈同知。母段氏（封宜人）。兄朱一桂（庠生），弟朱一柏（慶遠府知府）、朱一梧（庠生）。
子朱萬鍾、朱萬福、朱萬年、朱萬邦、朱萬石。